# VCNC
VCNC(브이씨앤씨)는 커플 앱 '비트윈'과 타다를 운영하는 기업이다. 원래 비트윈을 출시해 인기를 끈 뒤 이재웅의 쏘카가 인수하여 이재웅의 주도로 유사택시 형태의 렌터카 서비스 타다를 열었다.